# 론 리프킨
론 리프킨(Ron Rifkin, 1939년 10월 31일 ~ )은 미국의 배우이다.

## 출연 작품

### 영화
- 《맨해튼 미스터리》 (1993)
- 《LA 컨피덴셜》 (1997)
- 《보일러 룸》 (2000)
- 《펄스》 (2006) - 닥터 워터슨 역
- 《피프 월드》 (2010) - 헨리 역
- 《더 스토리: 세상에 숨겨진 사랑》 (2012) - 티모시 앱스테인 역

### 드라마
- 《브라더 앤 시스터스》 (2006)